# Список перекладів Книги Мормона
Станом на  2021 рік, Книгу Мормона було перекладено на 115 мов, і на сьогодення ведуться активні проєкти по її перекладу на ряд інших мов. Частини книги, на відміну від повного перекладу, перекладені на 20 мов. В цих таблицях всі версії Книги Мормона, котрі були перекладені. Якщо не вказано інше, переклад був профінансований і отриманий текст опублікований Церквою Ісуса Христа Святих Останніх Днів, яка є найбільшою церквою у руху Святих Останніх Днів. Не всі переклади у даний час находяться на друку. За станом на 2021 року, Церква Ісуса Христа Святих Останніх Днів продовжує публікувати принаймні частини Книги Мормона на 115 мовах. Спільнота Христа, друга по величині церква у руху Святих Останніх Днів, також опублікувала свої власні переклади твору на різних мовах, хоча знайти їх можна дедалі рідше. Церква Ісуса Христа (Бікертоніт) опублікувала власні видання Книги Мормона італійською, іспанською, та на інших малих мовах, призначених тільки для місцевих жителів і виданих у відповідних країнах. Церква Христа (Темпл-Лот) публікує Книгу Мормона іспанською.

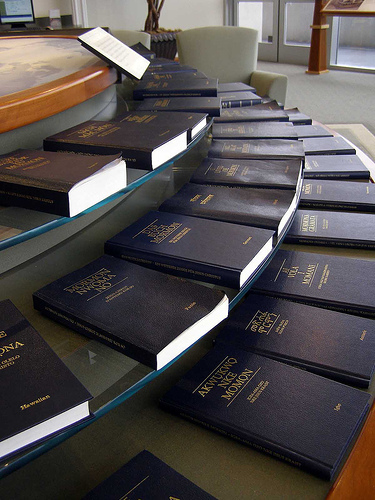
Показ Книги Мормона, перекладеної різними мовами

У наведеному нижче списку наведено відомості про офіційно перекладені версії Книги Мормона, опубліковані Церквою Ісуса Христа Святих Останніх Днів, а також переклади мовами, які не опубліковані Церквою Ісуса Христа Святих Останніх Днів.

## Повні переклади
| Номер | Рік  | Мова                           | Назва                                                            | Основні місця розташування мови | Примітки | Картинка                                         | Приблизна кількість носіїв |
| ----- | ---- | ------------------------------ | ---------------------------------------------------------------- | --- | --- | ------------------------------------------------ | --- |
| 1     | 1830 | Англійська                     | The Book of Mormon                                               | Англосфера, меншини в інших місцях. | Переклад Джозефа Сміта. Останнє видання 2013 року. Існує ряд видань англійською мовою від кількох видавництв. |                                                  | 400,000,000 як іноземна мова: 600–700,000,000                                                                                              |
| 2     | 1851 | Датська                        | Mormons Bog                                                      | Данія | останнє видання 2005 р.; оригінальний переклад Пітера О. Хансена |                                                  | 5,500,000 |
| 3     | 1852 | Французька                     | Le Livre de Mormon                                               | Франція, Канада, Бельгія, Швейцарія, та інші африканські країни. | Перша романською мовою; оригінальний переклад приписують Джону Тейлору та Кертісу Е. Болтону (за сприяння Луї А. Бертрана та інших) |                                                  | 76,800,000 (як іноземна мова: 274,000,000)                                                                                                 |
| 4     | 1852 | Валлійська                     | Llyfr Mormon                                                     | Уельс, меншість в Аргентині | Останнє видання 2000 р. Єдиний переклад кельтською мовою; оригінальний переклад Джона С. Девіса. |                                                  | 700,000+ |
| 5     | 1852 | Німецька                       | Das Buch Mormon                                                  | Німеччина, Австрія, Швейцарія з меншинами в інших країнах Європи | останнє видання 2003 року |                                                  | 90,000,000 |
| 6     | 1852 | Італійська                     | Il Libro di Mormon                                               | Італія, Швейцарія, меншини в інших місцях | останнє видання 1995 року |                                                  | 69,000,000 |
| 7     | 1855 | Гавайська                      | Ka Buke a Moramona                                               | Гавайські острови (меншість у континентальній частині США) | перший переклад неєвропейською мовою; переклад Джонатани Напели та Джорджа К. Кеннона |                                                  | 24,000 |
| 8     | 1869 | Дезертська абетка (англійська) | 𐐜 𐐒𐐋𐐗 𐐉𐐚 𐐣𐐃𐐡𐐣𐐊𐐤                                                  | Територія Юта | Наразі не друкується. Спочатку нелатинським шрифтом. |                                                  | NA |
| 9     | 1878 | Шведська                       | Mormons Bok                                                      | Швеція, Фінляндія | Останній переклад, опублікований у 2008 році |                                                  | 10,000,000 |
| 10    | 1886 | Іспанська                      | El Libro de Mormón                                               | Іспанія, Латинська Америка, значні меншини в США та на Філіппінах | добірки, опубліковані в 1875 році Деніелом Вебстером Джонсом і Мелітоном Г. Трехо; Трехо завершив повний переклад разом з Джеймсом З. Стюартом, потім його переглянули Едуардо Балдерас та Антуан Р. Айвінс; останнє видання 1992 року. |                                                  | 480,000,000 |
| 11    | 1889 | Маорі                          | Ko Te Pukapuka a Moromona                                        | Нова Зеландія | [ 1 ] | Файл:Te Pukapuka A Moromona.jpeg                 | 149,000 |
| 12    | 1890 | Нідерландська                  | Het Boek van Mormon                                              | Нідерланди, Фландрія, Французька Фландрія, Суринам | [ 1 ] |                                                  | 22,000,000 |
| 13    | 1903 | Самоанська                     | O le Tusi a Mamona                                               | Самоа, Американське Самоа (меншість у Новій Зеландії) | Повторно перекладено в 2011 році. |                                                  | 510,000 |
| 14    | 1904 | Таїтянська                     | Te Buka a Moromona                                               | Таїті | [ 1 ] |                                                  | 185,000 |
| 15    | 1906 | Турецька                       | Mormon Kitabı'ndan Seçmeler (1906 ed.), Mormon Kitabı (2001 ed.) | Версія вірменського письма 1906 року (нині майже не існує); раніше використовувався в сучасній Східній Туреччині, Сирії, Лівані та США. Видання латинського шрифту 2001 року, яке використовується в Туреччині | Версія вірменського письма була першим перекладом азіатською мовою, зараз його не друкують; добірки латинським шрифтом, опубліковані в 1983 році; Повний текст латинським шрифтом опубліковано в 2001 році                              | cover of the Book of Mormon in Turkish           | 75,700,000 |
| 16    | 1909 | Японська                       | モルモン書 (Morumonsho)                                          | Японія | останнє видання 2009 р. Вперше східноазіатською мовою; оригінальний переклад Алми О. Тейлор. Спочатку під назвою モルモン経 until ca. 1992.                                                                                             |                                                  | 125,000,000 |
| 17    | 1933 | Чеська                         | Kniha Mormonova                                                  | Чехія | Перший слов'янською мовою. |                                                  | 10,700,000 |
| 18    | 1936 | Шрифт Брайля (англійська)      |                                                                  | | останнє видання 1994 року | printed title page of the Braille Book of Mormon | |
| 19    | 1937 | Вірменська, Західна            | Մօրմոնի Գիրքէն                                                   | Близький Схід, США та інші країни | Повне видання 1937 р. зараз не друкується; новий переклад (лише добірки), опублікований у 1983 році | Cover of the Book of Mormon in Western Armenian  | 1,400,000 |
| 20    | 1939 | Португальська                  | O Livro de Mórmon                                                | Бразилія, Португалія (також використовується в Мозамбіку, Анголі, Кабо-Верде) | останнє видання 1995 року |                                                  | 223,000,000 |
| 21    | 1946 | Тонга                          | Ko e Tohi ʻa Molomoná                                            | Тонга | [ 5 ] | Cover of the Book of Mormon in Tongan            | 169,000 |
| 22    | 1950 | Норвезька                      | Mormons Bok                                                      | Норвегія | [ 5 ] |                                                  | 5,200,000 |
| 23    | 1954 | Фінська                        | Mormonin Kirja                                                   | Фінляндія, Швеція | Перша фіно-угорською мовою. |                                                  | 5,400,000 |
| 24    | 1965 | Китайська                      | 摩爾門經                                                         | Тайвань, Гонконг, Південно-Східна Азія | Повторно перекладено 2007 року та змінена назва з 摩門經 на 摩爾門經. |                                                  | 1,2 мільярда (розмовні різновиди китайської мови, окрім мандаринської, не мають тісного споріднення і іноді розглядаються як окремі мови.) |
| 25    | 1965 | Кукська                        | Te Puka a Momoni                                                 | Острови Кука | [ 8 ] | Cover of the Book of Mormon in Rarotongan        | 15,000 |
| 26    | 1967 | Корейська                      | 몰몬경                                                           | Корея | Переклад Хан Ін Санг. | Cover of the Book of Mormon in Korean            | 77,00,000 |
| 27    | 1972 | Африкаанс                      | Die Boek van Mormon                                              | Південна Африка, Намібія, Зімбабве | Перше видання африканською мовою | Cover of the Book of Mormon in Afrikaans         | 10,000,000 |
| 28    | 1976 | Тайська                        | พระคัมภีร์ มอรมอน                                                   | Таїланд | Новий переклад завершено в 2010 |                                                  | 44,000,000 |
| 29    | 1977 | Індонезійська                  | Kitab Mormon                                                     | Індонезія | Новий переклад завершено в 2010 | Cover of the Book of Mormon in Indonesian        | 156,000,000 |
| 30    | 1979 | Хорватська                     | Mormonova Knjiga                                                 | Хорватія | [ 8 ] | Cover of the Book of Mormon in Indonesian        | 5,600,000 (formerly lumped together with other languages as Serbo-Croat)                                                                   |
| 31    | 1980 | Фіджійська                     | Ai Vola i Momani                                                 | Фіджі | [ 8 ] | Cover of the Book of Mormon in Fijian            | 450,000 |
| 32    | 1981 | Каталонська                    | El Llibre del Mormó                                              | Каталонія, Андорра, Руссільйон | [ 8 ] | Cover of the Book of Mormon in Croatian          | 4,000,000 |
| 33    | 1981 | Ісландська                     | Mormónsbók                                                       | Ісландія | [ 11 ] |                                                  | 358,000 |
| 34    | 1981 | Польська                       | Księga Mormona                                                   | Польща | [ 11 ] [ 12 ] |                                                  | 50,000,000 |
| 35    | 1981 | Російська                      | Книга Мормона                                                    | Росія, пострадянські держави | Новий переклад завершено 2011 Хоча деяка місіонерська робота була виконана до російської революції, місіонерам дозволили повернутися в Росію лише в 1990-х роках.                                                                       |                                                  | 260,000,000 |
| 36    | 1982 | Гінді                          | मॉर्मन धर्मशस्त्र                                                     | Індія | [ 11 ] |                                                  | 322,000,000 |
| 37    | 1982 | В'єтнамська                    | Sách Mặc Môn                                                     | В'єтнам | [ 11 ] |                                                  | 96,000,000 |
| 38    | 1983 | Кекчі                          | Lix Hu Laj Mormon                                                | Беліз, Гватемала | Вперше на мові, рідною для Південної та Північної Америки. |                                                  | 800,000 |
| 39    | 1986 | Арабська                       | كتاب مورمون                                                      | Північна Африка, Близький Схід із значними меншинами в інших місцях. Дуже плюрицентрична мова з різними діалектами.                                                                                            | [ 11 ] |                                                  | 310,000,000 |
| 40    | 1986 | Аймарська                      | Mormonan Kellkatapa                                              | Перу, Болівія | [ 11 ] |                                                  | 1,677,100 |
| 41    | 1987 | Грецька                        | Το Βιβλίο του Μόρμον                                             | Греція, Кіпр | [ 14 ] |                                                  | 13,400,000 |
| 42    | 1991 | Угорська                       | Mormon könyve                                                    | Угорщина, Румунія, північна Сербія | [ 14 ] |                                                  | 13,000,000 |
| 43    | 1995 | Шрифт Брайля (Іспанською)      |                                                                  | | [ 14 ] |                                                  | |
| 44    | 1995 | Ілоканська                     | Ti Libro ni Mormon                                               | Філіппіни | [ 14 ] |                                                  | 10,000,000 |
| 45    | 1997 | Українська                     | Книга Мормона                                                    | Україна | [ 15 ] |                                                  | 35,000,000 |
| 46    | 1998 | Себуанська                     | Ang Basahon ni Mormon                                            | Філіппіни | Добірки опубліковані в 1992 році | Cover of the Book of Mormon in Cebuano           | 42,100,000 |
| 47    | 1998 | Панґасінанська                 | Say Libro nen Mormon                                             | Філіппіни (Пангасінан ) | |                                                  | 1,200,000 |
| 48    | 1998 | Румунська                      | Cartea lui Mormon                                                | Румунія, Молдова | [ 17 ] |                                                  | 26,000,000 |
| 49    | 1998 | Тагальська                     | Ang Aklat ni Mormon                                              | Філіппіни | [ 16 ] |                                                  | 60,000,000 |
| 50    | 1999 | Болгарська                     | Книгата на Мормон                                                | Болгарія | добірки, опубліковані в 1980 році | Cover of the Book of Mormon in Bulgarian         | 9,000,000 |
| 51    | 1999 | Албанська                      | Libri i Mormonit                                                 | Албанія, Косово | [ 18 ] |                                                  | 5,400,000 |
| 52    | 1999 | Фанте                          | Mormon Nwoma No                                                  | Гана | [ 19 ] |                                                  | 1,900,000 |
| 53    | 1999 | Гаїтянська креольська          | Liv Mòmon An                                                     | Гаїті | добірки, опубліковані в 1983 році |                                                  | 9,600,000 |
| 54    | 1999 | Шона                           | Bhuku Ramormoni                                                  | Зімбабве, Замбія, Ботсвана | добірки, опубліковані в 1983 році |                                                  | 15,000,000 |
| 55    | 2000 | Естонська                      | Mormoni Raamat                                                   | Естонія | Новий переклад опубліковано в 2011 році |                                                  | 1,100,000 |
| 56    | 2000 | Гмонґ                          | Phau Ntawv Maumoos                                               | Південно-Східна Азія (Китай, В'єтнам, Лаос, М'янма та Таїланд) | добірки, опубліковані в 1983 році |                                                  | 3,700,000 |
| 57    | 2000 | Малагасійська                  | Ny Bokin'i Môrmôna                                               | Мадагаскар | добірки, опубліковані в 1983 році |                                                  | 25,000,000 |

## Тільки виділення
| Номер | Рік  | Мова | Назва ориґіналу                         | Основне місцезнаходження мови                                              | Примітки                                                                      | Приблизна кількість носіїв |
| ----- | ---- | --- | --------------------------------------- | -------------------------------------------------------------------------- | ----------------------------------------------------------------------------- | -------------------------- |
| 1     | 1978 | Какчикель | Ri Vuj Richin Ri Mormon                 | Гватемала (Центральне нагір'я)                                             | Спочатку випущено на аудіокасеті через низький рівень грамотності цією мовою. | 450,000                    |
| 2     | 1979 | Кусканський кечуа | Mormonpa Qelqanmanta Aqllaska T'aqakuna | Перу                                                                       |                                                                               | 1,500,000                  |
| 3     | 1979 | Кіче | Ri Wuj Re Ri Mormon                     | Гватемала (Центральне нагір'я)                                             |                                                                               | 2,330,000                  |
| 4     | 1980 | Навахо | Naaltsoos Mormon Wolyéhígíí             | Південний захід США                                                        | Повний переклад анонсовано 2017                                               | 169,359                    |
| 5     | 1981 | Куна | Mormón Kaiya Purba                      | Панама, Колумбія                                                           |                                                                               | 61,000                     |
| 6     | 1981 | Ніуе | Tohi a Moromona                         | Ніуе, Острови Кука, Нова Зеландія, та Тонга                                |                                                                               | 7,700                      |
| 7     | 1981 | <b id="mwB5w"><a href="./South_Bolivian_Quechua" rel="mw:WikiLink" data-linkid="1084" data-cx="{&quot;adapted&quot;:false,&quot;sourceTitle&quot;:{&quot;title&quot;:&quot;South Bolivian Quechua&quot;,&quot;thumbnail&quot;:{&quot;source&quot;:&quot;https://upload.wikimedia.org/wikipedia/commons/thumb/2/29/Quechua_%28subgrupos%29.svg/60px-Quechua_%28subgrupos%29.svg.png&quot;,&quot;width&quot;:60,&quot;height&quot;:80},&quot;description&quot;:&quot;Dialect of Southern Quechua&quot;,&quot;pageprops&quot;:{&quot;wikibase_item&quot;:&quot;Q1307730&quot;},&quot;pagelanguage&quot;:&quot;en&quot;},&quot;targetFrom&quot;:&quot;source&quot;}" class="cx-link" id="mwB50" title="South Bolivian Quechua">Кусканський</a></b> —Болівія | Mormompa Libronmanta                    | Болівія                                                                    |                                                                               | 1,616,120                  |
| 8     | 1983 | Ефік | Eto Ŋwed Mormon                         | Нігерія                                                                    | Повний переклад анонсовано 2017                                               | 2,400,000                  |
| 9     | 1983 | Ґусії | Ebuku Ya Mormoni                        | Кенія                                                                      |                                                                               | 2,200,000                  |
| 10    | 1983 | Мамська | Aj U'j Te Mormon                        | Гватемала, Мексика                                                         |                                                                               | 478,000                    |
| 11    | 1983 | Юкетанська | U Libroil Mormon                        | Мексика, Беліз, Гватемала                                                  |                                                                               | 792,113                    |
| 12    | 1985 | Бенгальска | মর্মন বইয়ের                               | Бангладеш, Індія (Значна діаспора, в тому числі у Сполучених Королівствах) |                                                                               | 260,000,000                |
| 13    | 1987 | Пап'яменто | E Buki di Mormon                        | Нідерландські Антильські острови, Аруба                                    |                                                                               | 341,300                    |
| 14    | 1987 | Понпейська | Pwuken Mormon                           | Федеративні Штати Мікронезії                                               | Повний переклад анонсовано 2017                                               | 29,000                     |
| 15    | 1988 | Палуаська | Babier Er a Mormon                      | Палау                                                                      |                                                                               | 17,000                     |
| 16    | 1989 | Чаморро | I Lepblon Mormon                        | Гуам, Північні Маріанські Острови                                          |                                                                               | 58,000                     |
| 17    | 1994 | Пампанґанська мова | Libru Nang Mormon                       | Філіппіни (Центральний Лусон)                                              |                                                                               | 1,900,000                  |
| 18    | 1994 | Цоцильска Мова | Vun Yu'un Mormōn                        | Мексика (Чіапас, Oaxaкa, Веракрус)                                         | Спочатку випущено на аудіокасеті через низький рівень грамотності цією мовою. | 404,704                    |
| 19    | 1996 | Варайська Мова | Libro Ni Mormon                         | Філіппіни (Східні Вісаї, меншини в інших місцях)                           |                                                                               | 2,600,000                  |
| 20    | 1997 | Bikolano | An Libro Ni Mormon                      | Філіппіни (Бікоп)                                                          |                                                                               | 700,000                    |

## Виконуються переклади
| Номер | Рік      | Мова        | Назва ориґіналу             | Основне місцезнаходження мови                                                    | Примітки                                             | Приблизна кількість носіїв |
| ----- | -------- | ----------- | --------------------------- | -------------------------------------------------------------------------------- | ---------------------------------------------------- | -------------------------- |
| *     | 2017 рік | Ефік        | Eto Ŋwed Mormon             | Нігерія                                                                          | Розділи, спочатку опубліковані в 1983 році           | 2 400 000                  |
| *     | 2017 рік | Навахо      | Naaltsoos Mormon Wolyéhígíí | Південний захід США                                                              | Розділи, спочатку опубліковані в 1980 році           | 169 359                    |
| *     | 2017 рік | Pohnpeian   | Пвукен мормон               | Федеративні Штати Мікронезії                                                     | Розділи, спочатку опубліковані в 1987 році           | 29 000                     |
| *     | 2017 рік | Сесото      | Буде відомо                 | Південна Африка, Лесото, Зімбабве                                                | [ 27 ]                                               | 15 000 000                 |
| *     | 2017 рік | Цилуба      | Буде відомо                 | Демократична Республіка Конго                                                    | Також відомий як Western Luba, Ciluba/Tshiluba тощо. | 6 300 000                  |
| *     | 2018 рік | Казахська   | Мормон кітаби               | Казахстан ; меншини в Західному Китаї, Монголії, Росії, Киргизстані, Узбекистані | [ 28 ]                                               | 21 000 000                 |
| *     | 2020 рік | Кіньяруанда | Igitabo cya Morumoni        | Руанда, Уганда, Демократична Республіка Конго, Танзанія                          | Офіційного оголошення перекладу не надано.           | 12 000 000                 |
| *     | 2022 рік | Мальтійська | Il-Ktieb ta' Mormon         | Мальта                                                                           | Офіційного оголошення перекладу не надано.           | 600 000                    |

## Вийшов із друку
| Номер    | Рік                          | Мова                        | Назва ориґіналу | Основне місцезнаходження мови | Примітки   | Приблизна кількість носіїв |
| -------- | ---------------------------- | --------------------------- | --- | --- | ---------- | -------------------------- |
| 1869 рік | Дезеретська абетка (англ.)   | 𐐜 𐐂𐐋𐐗 𐐉𐐚 𐐣𐐃𐐡𐐣𐐊𐐤             | Територія Юта (неіснуюча) | Наразі не друкується. Спочатку нелатинським шрифтом.                                                                                       | NA         |                            |
| 1906 рік | турецька (вірменське письмо) | Мормон Кітабі'ндан Сечмелер | Версія вірменського письма 1906 року (нині майже не існує); раніше використовувався на території сучасної Східної Туреччини, Сирії, Лівані та США | Версія вірменського письма була першим перекладом азіатської мови, зараз його не друкують                                                  | 75 700 000 |                            |
| 1937 рік | Вірменський, західний        | Մօրմոնի Գիրքէն              | Близький Схід, США та інші країни | Повне видання 1937 року в даний час не друкується; новий переклад (лише вибрані), опублікований у 1983 році, але припинив друк у 2018 році | 1 400 000  |                            |

## Переклади, не опубліковані Церквою Ісуса Христа Святих Останніх Днів
Спільнота Христа колись опублікувала кількома мовами, надавши Писання кількома мовами, наведеними вище, але більшість з них не друкувалися, і, здавалося б, планує припинити друк Писань.
| Дата        | Мову        | Назва                                    | Основне розташування мови           | Примітки                                               | Зображення                            | прибл. ні. динаміків |
| ----------- | ----------- | ---------------------------------------- | ----------------------------------- | ------------------------------------------------------ | ------------------------------------- | -------------------- |
| 1988 рік    | іврит       | דבנרי ימי הנפיטים                        | Ізраїль (також єврейська діаспора ) | Переклад незалежного реставраційного відділення        | Cover of the Book of Mormon in Hebrew | 9 000 000            |
| 1985 рік    | есперанто   | Elektitaj Ĉapitroj de la Libro de Mormon | Есперантія                          | затверджений церквою, але не опублікований нею         |                                       | 60 000               |
| c. 2004 рік | клінгонська | mormon paq tlhingan                      | Медіа-франшиза Star Trek            | член сімдесятників сказав, що переклад був «веселивим» |                                       | невідомий            |